# Giải bóng đá Ngoại hạng Anh 1997–98
Giải bóng đá Ngoại hạng Anh mùa giải 1997–98 (được biết đến với tên gọi FA Carling Premiership vì lý do tài trợ) là mùa giải thứ sáu của Premier League. Giải đấu này chứng kiến Arsenal nâng cao chức vô địch giải đấu đầu tiên kể từ năm 1991 và nhờ đó, trở thành đội thứ hai giành được cú đúp danh hiệu trong nước.
Đây là mùa giải trọn vẹn đầu tiên của Arsenal dưới thời huấn luyện viên người Pháp Arsène Wenger, người đã trở thành huấn luyện viên thứ ba vô địch Premier League. Wenger đã đi theo thành công của Alex Ferguson và Kenny Dalglish trong khi cả Ferguson và Dalglish đều là người Scotland, Wenger là huấn luyện viên đầu tiên từ bên ngoài Quần đảo Anh giành chức vô địch giải đấu tại Anh.

## Tổng quan
Vào cuối mùa giải Premier League 1997–98, tổng cộng có chín đội bóng Anh đủ điều kiện tham dự giải đấu châu Âu.
Nhà vô địch Ngoại hạng Anh Arsenal và đội á quân Manchester United đủ điều kiện tham dự Champions League, trong khi các suất tham dự UEFA Cup thuộc về Liverpool, Leeds United, Aston Villa và Blackburn Rovers. Các suất tham dự UEFA Cup Winners' Cup là Chelsea (với tư cách là nhà đương kim vô địch) và đội á quân FA Cup Newcastle United. Crystal Palace, mặc dù xếp cuối bảng, nhưng vẫn đủ điều kiện tham dự Intertoto Cup.
Manchester United dẫn đầu bảng xếp hạng trong phần lớn mùa giải, trước khi phong độ sa sút trong hai tháng cuối của đội bóng khiến Arsenal vượt qua họ vào tháng 4, tận dụng lợi thế của các trận đấu trong tay và giành chức vô địch giải đấu với hai trận còn lại, mặc dù khoảng cách giữa nhà vô địch và đội á quân là một điểm duy nhất trên bảng xếp hạng chung cuộc khi Arsenal để thua hai trận đấu cuối cùng và đoàn quân của Alex Ferguson giành chiến thắng trong cả hai trận đấu của họ. Sau đó, Arsenal đã hoàn tất cú đúp bằng cách giành Cúp FA. Bất chấp việc sa thải đột ngột huấn luyện viên kiêm cầu thủ giành Cúp FA Ruud Gullit, Chelsea đã giành được Cúp Liên đoàn và UEFA Cup Winners' Cup dưới thời huấn luyện viên kiêm cầu thủ mới là Gianluca Vialli.
Khoảng cách giữa Premier League và giải hạng Nhất của Football League đã cho thấy sự chênh lệch rõ ràng vào cuối mùa giải 1997–98 khi cả ba đội mới thăng hạng đều xuống hạng. Crystal Palace đã bị đứng ở vị trí cuối bảng xếp hạng chung cuộc khi chỉ thắng hai trận sân nhà trong cả mùa giải và thua hầu hết các trận đấu của họ trong nửa sau của giải đấu. Mùa giải đầu tiên của Barnsley ở hạng đấu cao nhất đã kết thúc bằng việc xuống hạng, mặc dù họ đã lọt vào tứ kết FA Cup và loại Manchester United ở vòng năm. Bolton Wanderers đã xuống hạng do hiệu số bàn thắng bại kém hơn câu lạc bộ đứng vị trí thứ 17 là Everton: mặc dù vẫn giữ được vị trí ở hạng đấu cao nhất trong mùa giải thứ 45 liên tiếp, Howard Kendall đã nghỉ việc làm huấn luyện viên tại Goodison Park sau nhiệm kỳ thứ ba của mình.
Một điểm nhấn khác của khoảng cách đó là ba đội xuống hạng ở mùa giải trước đã giành được ba vị trí cao nhất trong Giải hạng nhất Anh 1997–98. Nếu Sunderland không thua trận chung kết play-off với Charlton Athletic trong loạt sút luân lưu, thì 20 đội từ Giải bóng đá Ngoại hạng Anh 1998–99 sẽ giống hệt như những đội trong Giải bóng đá Ngoại hạng Anh 1996–97.

## Các đội bóng
Có 20 đội tham gia giải đấu – 17 đội đứng đầu từ mùa giải trước và 3 đội được thăng hạng từ Giải hạng nhất Anh 1996–97. Các đội được thăng hạng là Bolton Wanderers (trở lại sau một mùa giải vắng bóng), Barnsley (lần đầu tiên chơi ở hạng đấu cao nhất) và Crystal Palace (chơi ở hạng đấu cao nhất sau hai năm vắng bóng). Họ thay thế Sunderland, Middlesbrough và Nottingham Forest, những đội đã xuống chơi tại Giải hạng nhất sau các giai đoạn chơi ở giải đấu cao nhất lần lượt là một, hai và ba năm.

### Sân vận động và địa điểm
| Câu lạc bộ          | Địa điểm            | Sân vận động         | Sức chứa |
| ------------------- | ------------------- | -------------------- | -------- |
| Arsenal             | London (Highbury)   | Arsenal Stadium      | 38,419   |
| Aston Villa         | Birmingham          | Villa Park           | 42,573   |
| Barnsley            | Barnsley            | Oakwell              | 23,287   |
| Blackburn Rovers    | Blackburn           | Ewood Park           | 31,367   |
| Bolton Wanderers    | Bolton              | Reebok Stadium       | 28,723   |
| Chelsea             | London (Fulham)     | Stamford Bridge      | 42,055   |
| Coventry City       | Coventry            | Highfield Road       | 23,489   |
| Crystal Palace      | London (Selhurst)   | Selhurst Park        | 26,074   |
| Derby County        | Derby               | Pride Park Stadium   | 33,597   |
| Everton             | Liverpool (Walton)  | Goodison Park        | 40,569   |
| Leeds United        | Leeds               | Elland Road          | 40,242   |
| Leicester City      | Leicester           | Filbert Street       | 22,000   |
| Liverpool           | Liverpool (Anfield) | Anfield              | 45,522   |
| Manchester United   | Manchester          | Old Trafford         | 55,385   |
| Newcastle United    | Newcastle upon Tyne | St James' Park       | 52,387   |
| Sheffield Wednesday | Sheffield           | Hillsborough Stadium | 39,732   |
| Southampton         | Southampton         | The Dell             | 15,200   |
| Tottenham Hotspur   | London (Tottenham)  | White Hart Lane      | 36,240   |
| West Ham United     | London (Upton Park) | Boleyn Ground        | 35,647   |
| Wimbledon           | London (Selhurst)   | Selhurst Park        | 26,074   |

1. ↑  Derby County đã chuyển đến Sân vận động Pride Park làm sân nhà mới của họ sau 102 năm hoạt động tại Baseball Ground.
2. ↑  Do Wimbledon không có sân vận động nên họ đã chơi các trận đấu trên sân nhà tại Selhurst Park, sân nhà của Crystal Palace.

### Nhân sự và dụng cụ thi đấu
Danh sách nhân sự và trang phục của các câu lạc bộ trong Giải bóng đá Ngoại hạng Anh mùa giải 1997–98.
| Câu lạc bộ          | Huấn luyện viên                      | Đội trưởng       | Nhà sản xuất bộ dụng cụ | Nhà tài trợ áo đấu     |
| ------------------- | ------------------------------------ | ---------------- | ----------------------- | ---------------------- |
| Arsenal             | Arsène Wenger                        | Tony Adams       | Nike                    | JVC                    |
| Aston Villa         | John Gregory                         | Gareth Southgate | Reebok                  | AST                    |
| Barnsley            | Danny Wilson                         | Neil Redfearn    | Admiral                 | Ora                    |
| Blackburn Rovers    | Roy Hodgson                          | Tim Sherwood     | Asics                   | CIS                    |
| Bolton Wanderers    | Colin Todd                           | Guðni Bergsson   | Reebok                  | Reebok                 |
| Chelsea             | Gianluca Vialli                      | Dennis Wise      | Umbro                   | Autoglass              |
| Coventry City       | Gordon Strachan                      | Gary McAllister  | Le Coq Sportif          | Subaru                 |
| Crystal Palace      | Ron Noades Ray Lewington (tạm quyền) | Andy Linighan    | Adidas                  | TDK                    |
| Derby County        | Jim Smith                            | Igor Štimac      | Puma                    | Puma                   |
| Everton             | Howard Kendall                       | Dave Watson      | Umbro                   | One2One                |
| Leeds United        | George Graham                        | Lucas Radebe     | Puma                    | Packard Bell           |
| Leicester City      | Martin O'Neill                       | Steve Walsh      | Fox Leisure             | Walkers                |
| Liverpool           | Roy Evans                            | Paul Ince        | Reebok                  | Carlsberg              |
| Manchester United   | Alex Ferguson                        | Roy Keane        | Umbro                   | Sharp                  |
| Newcastle United    | Kenny Dalglish                       | Robert Lee       | Adidas                  | Newcastle Brown Ale    |
| Sheffield Wednesday | Ron Atkinson                         | Peter Atherton   | Puma                    | Sanderson              |
| Southampton         | Dave Jones                           | Matt Le Tissier  | Pony                    | Sanderson              |
| Tottenham Hotspur   | Christian Gross                      | Gary Mabbutt     | Pony                    | Hewlett-Packard        |
| West Ham United     | Harry Redknapp                       | Steve Lomas      | Pony                    | (không có nhà tài trợ) |
| Wimbledon           | Joe Kinnear                          | Robbie Earle     | Lotto                   | Elonex                 |

## Bảng xếp hạng
| VT | Đội                  | ST | T  | H  | B  | BT | BB | HS  | Đ  | Giành quyền tham dự hoặc xuống hạng                   |
| -- | -------------------- | -- | -- | -- | -- | -- | -- | --- | -- | ----------------------------------------------------- |
| 1  | Arsenal (C)          | 38 | 23 | 9  | 6  | 68 | 33 | +35 | 78 | Điều kiện tham gia Vòng bảng Champions League         |
| 2  | Manchester United    | 38 | 23 | 8  | 7  | 73 | 26 | +47 | 77 | Điều kiện tham gia Vòng loại thứ hai Champions League |
| 3  | Liverpool            | 38 | 18 | 11 | 9  | 68 | 42 | +26 | 65 | Điều kiện tham gia Vòng đầu tiên của UEFA Cup         |
| 4  | Chelsea              | 38 | 20 | 3  | 15 | 71 | 43 | +28 | 63 | Điều kiện tham gia Vòng đầu tiên của Cup Winners' Cup |
| 5  | Leeds United         | 38 | 17 | 8  | 13 | 57 | 46 | +11 | 59 | Điều kiện tham gia Vòng đầu tiên của UEFA Cup         |
| 6  | Blackburn Rovers     | 38 | 16 | 10 | 12 | 57 | 52 | +5  | 58 | Điều kiện tham gia Vòng đầu tiên của UEFA Cup         |
| 7  | Aston Villa          | 38 | 17 | 6  | 15 | 49 | 48 | +1  | 57 | Điều kiện tham gia Vòng đầu tiên của UEFA Cup         |
| 8  | West Ham United      | 38 | 16 | 8  | 14 | 56 | 57 | −1  | 56 |                                                       |
| 9  | Derby County         | 38 | 16 | 7  | 15 | 52 | 49 | +3  | 55 |                                                       |
| 10 | Leicester City       | 38 | 13 | 14 | 11 | 51 | 41 | +10 | 53 |                                                       |
| 11 | Coventry City        | 38 | 12 | 16 | 10 | 46 | 44 | +2  | 52 |                                                       |
| 12 | Southampton          | 38 | 14 | 6  | 18 | 50 | 55 | −5  | 48 |                                                       |
| 13 | Newcastle United     | 38 | 11 | 11 | 16 | 35 | 44 | −9  | 44 | Điều kiện tham gia Vòng đầu tiên của Cup Winners' Cup |
| 14 | Tottenham Hotspur    | 38 | 11 | 11 | 16 | 44 | 56 | −12 | 44 |                                                       |
| 15 | Wimbledon            | 38 | 10 | 14 | 14 | 34 | 46 | −12 | 44 |                                                       |
| 16 | Sheffield Wednesday  | 38 | 12 | 8  | 18 | 52 | 67 | −15 | 44 |                                                       |
| 17 | Everton              | 38 | 9  | 13 | 16 | 41 | 56 | −15 | 40 |                                                       |
| 18 | Bolton Wanderers (R) | 38 | 9  | 13 | 16 | 41 | 61 | −20 | 40 | Xuống chơi tại Giải bóng đá hạng nhất                 |
| 19 | Barnsley (R)         | 38 | 10 | 5  | 23 | 37 | 82 | −45 | 35 | Xuống chơi tại Giải bóng đá hạng nhất                 |
| 20 | Crystal Palace (R)   | 38 | 8  | 9  | 21 | 37 | 71 | −34 | 33 | Vòng 3 Intertoto Cup và xuống chơi tại Giải hạng nhất |

1. ↑  Chelsea đủ điều kiện tham dự Cup Winners' Cup với tư cách là nhà vô địch đương kim. Vì họ cũng là nhà vô địch Cúp Liên đoàn]] mùa giải 1997–98, suất tham dự Cúp UEFA bị bỏ trống đã được trao cho Blackburn Rovers.
2. ↑  Aston Villa đã được trao quyền tham dự Cúp UEFA thông qua bảng xếp hạng Fair Play của UEFA.
3. ↑  As Arsenal đủ điều kiện tham dự Champions League, nên suất của đội bóng tại UEFA Cup Winners' Cup là đội vô địch Cúp FA đã nhường lại cho Newcastle United, là đội á quân Cúp FA 1998.
4. ↑  Crystal Palace đã đủ điều kiện tham dự Cúp Intertoto năm 1998 vì họ là đội bóng Anh duy nhất đủ điều kiện.

## Thống kê mùa giải

#### Vua phá lưới

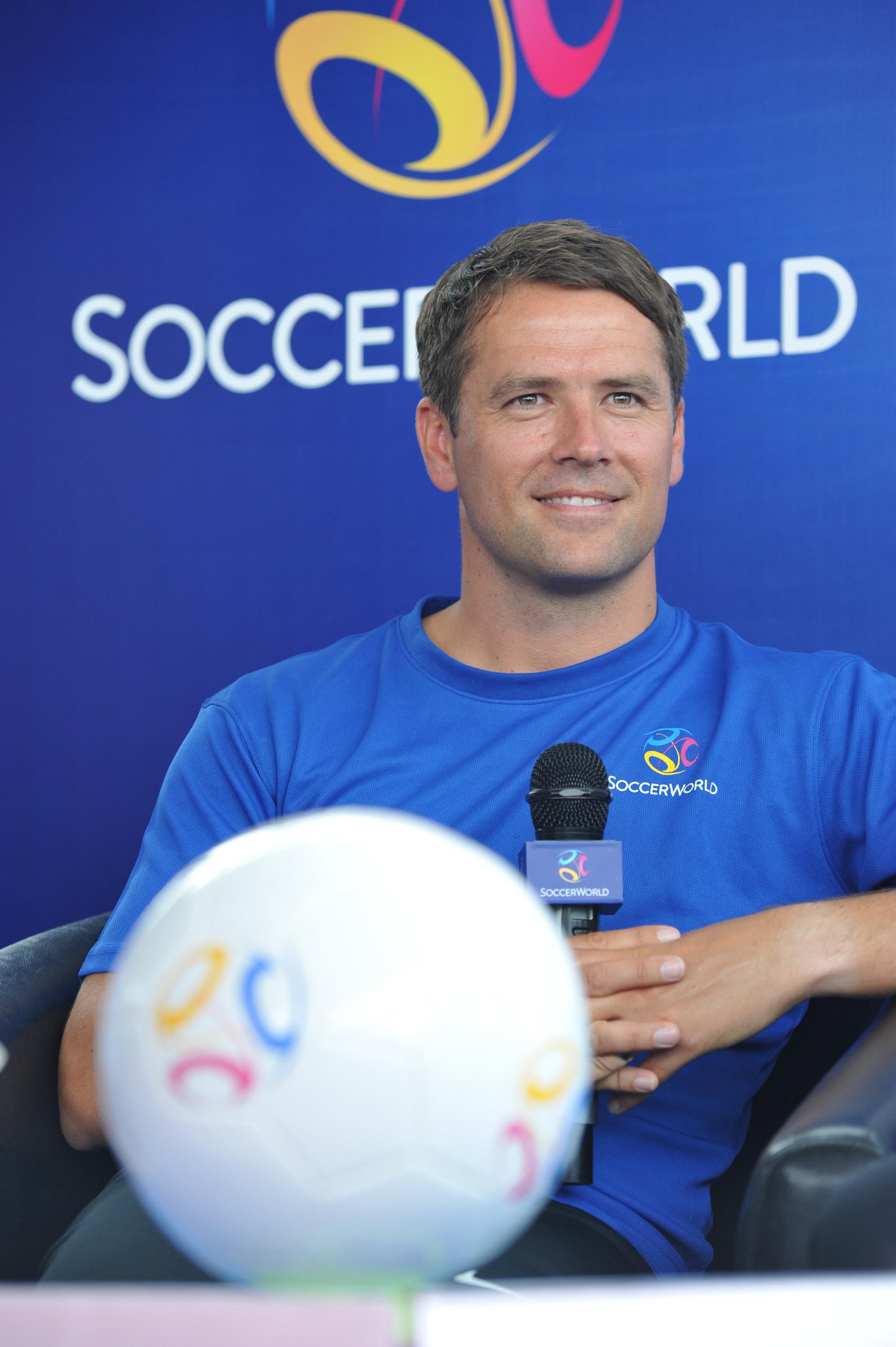
Michael Owen của Liverpool là cầu thủ ghi nhiều bàn thắng nhất với 18 bàn thắng.

| Xếp hạng | Cầu thủ                 | Câu lạc bộ        | Bàn thắng |
| -------- | ----------------------- | ----------------- | --------- |
| 1        | Dion Dublin             | Coventry City     | 18        |
| 1        | Michael Owen            | Liverpool         | 18        |
| 1        | Chris Sutton            | Blackburn Rovers  | 18        |
| 4        | Dennis Bergkamp         | Arsenal           | 16        |
| 4        | Kevin Gallacher         | Blackburn Rovers  | 16        |
| 4        | Jimmy Floyd Hasselbaink | Leeds United      | 16        |
| 7        | Andy Cole               | Manchester United | 15        |
| 7        | John Hartson            | West Ham United   | 15        |
| 9        | Darren Huckerby         | Coventry City     | 14        |
| 10       | Paulo Wanchope          | Derby County      | 13        |

#### Hat-tricks
| Cầu thủ            | Câu lạc bộ          | Đối thủ             | Kết quả | Ngày                 | Tham khảo |
| ------------------ | ------------------- | ------------------- | ------- | -------------------- | --------- |
| Dion Dublin        | Coventry City       | Chelsea             | 3–2 (A) | 9 tháng 8 năm 1997   | [ 5 ]     |
| Chris Sutton       | Blackburn Rovers    | Aston Villa         | 4–0 (A) | 13 tháng 8 năm 1997  | [ 6 ]     |
| Gianluca Vialli4 P | Chelsea             | Barnsley            | 6–0 (A) | 24 tháng 8 năm 1997  | [ 7 ]     |
| Dennis Bergkamp    | Arsenal             | Leicester City      | 3–3 (A) | 27 tháng 8 năm 1997  | [ 8 ]     |
| Ian Wright         | Arsenal             | Bolton Wanderers    | 4–1 (H) | 13 tháng 9 năm 1997  | [ 9 ]     |
| Patrik Berger      | Liverpool           | Chelsea             | 4–2 (H) | 5 tháng 10 năm 1997  | [ 10 ]    |
| Andy Cole          | Manchester United   | Barnsley            | 7–0 (H) | 25 tháng 10 năm 1997 | [ 11 ]    |
| Andy Booth         | Sheffield Wednesday | Bolton Wanderers    | 5–0 (H) | 8 tháng 11 năm 1997  | [ 12 ]    |
| Gianfranco Zola    | Chelsea             | Derby County        | 4–0 (H) | 29 tháng 11 năm 1997 | [ 13 ]    |
| Tore André Flo     | Chelsea             | Tottenham Hotspur   | 6–1 (A) | 6 tháng 12 năm 1997  | [ 14 ]    |
| Duncan Ferguson    | Everton             | Bolton Wanderers    | 3–2 (H) | 28 tháng 12 năm 1997 | [ 15 ]    |
| Kevin Gallacher    | Blackburn Rovers    | Aston Villa         | 5–0 (H) | 17 tháng 1 năm 1998  | [ 16 ]    |
| Michael Owen       | Liverpool           | Sheffield Wednesday | 3–3 (A) | 14 tháng 2 năm 1998  | [ 17 ]    |
| Chris Sutton       | Blackburn Rovers    | Leicester City      | 5–3 (A) | 28 tháng 2 năm 1998  | [ 18 ]    |
| Darren Huckerby    | Coventry City       | Leeds United        | 3–3 (A) | 25 tháng 4 năm 1998  | [ 19 ]    |
| Jürgen Klinsmann4  | Tottenham Hotspur   | Wimbledon           | 6–2 (A) | 2 tháng 5 năm 1998   | [ 20 ]    |

Note: 4 Cầu thủ ghi 4 bàn; P Cầu thủ ghi được cú hat-trick hoàn hảo; (H) – Sân nhà; (A) – Sân khấch